# Francis Stijnen
Franciscus (Francis) Josephus Carolus Maria Stijnen (Turnhout, 1 september 1959) is een Belgisch bestuurder en politicus voor de CVP en diens opvolger CD&V. 

## Levensloop
Stijnen behaalde in 1981 zijn diploma van licentiaat in de moderne geschiedenis en zijn aggregaat voor het onderwijs aan de Katholieke Universiteit van Leuven. Nadien volgde hij nog studies in de stedenbouw, ruimtelijke ordening en planologie aan het Interfacultair Instituut voor Stedenbouw en Ruimtelijke Ordening van de KU-Leuven. Hij is actief als bestuurder bij onder meer de 'NV Blairon' de 'BV Dienstenthuis Turnhout' en de 'NV Stedelijk Leven Innovatief Maken'.
Sinds 1992 zetelt hij als gemeenteraadslid te Turnhout. In 1996 werd hij aldaar aangesteld als schepen. In 2008 volgde hij er partijgenoot Marcel Hendrickx op als burgemeester. Na de verkiezingen van 2012 werd hij opnieuw schepen, met als bevoegdheden financiën, personeel, kerkraden, markten en kermissen. Als burgemeester werd hij opgevolgd door Erwin Brentjens. Na de verkiezingen van 2018 (waarbij hij lijsttrekker was) behield hij zijn bevoegdheden uit de vorige legislatuur en werd hij bijkomend bevoegd voor landbouw en facility.
Onder zijn burgemeesterschap kwam het in de aanloop naar de gemeenteraadsverkiezingen van 2012 tot een breuk binnen zijn partij. Onder meer schepen Eric Vos en fractieleider Luc Debondt verlieten de partij en richtte de scheurlijst 'Turnhout Iedereen Mee' (TIM) op. Als schepen van financiën kwam Stijnen in januari 2020 in een storm terecht toen bleek dat er een administratieve rekenfout voor 26 miljoen euro werd gemaakt bij de meerjarenplanning.